# 松本白鸚 (第二代)
第二代松本白鸚（日语：／ Nidaime Matsumoto Hakuō，1942年8月19日—），本名藤間昭曉（日语：／ Fujima Teruaki），是日本歌舞伎演員、音樂劇演員、舞踴家，日本藝術院會員、文化功臣。出生歌舞伎世家，屋號為高麗屋，家紋為四枚花菱。1981年襲名松本幸四郎（第九代），2018年襲名松本白鸚（第二代）。

## 生平
松本白鸚（第二代）1942年出生於東京，本名藤間昭曉，為歌舞伎世家高麗屋家中長子，父親為第五代市川染五郎（本名藤間順次郎，1949年袭名为第八代松本幸四郎，1981年袭名为初代松本白鸚），母親藤間正子為歌舞伎世家播磨屋初代中村吉右衛門的獨生女，弟弟波野辰次郎繼承外祖父播磨屋家業，為第二代中村吉右衛門。
1949年，入學就讀常盤松小學，同年襲名為市川染五郎（第六代）。小學三年級時，轉學就讀著重英語教育的曉星學園（為小學、中學、高中一貫制學校），持續至高中畢業。1961年入读早稻田大学第一文学部文学科演剧专业，1965年中途退学。
1969年，松本白鸚與藤間紀子結婚，1971年長女松本紀保（川原紀保子）出生，1973年長子第十代松本幸四郎（藤間照薰）出生，1977年次女松隆子（佐橋隆子）出生。
1981年，高麗屋三代襲名，藤間順次郎襲名松本白鸚（初代），藤間昭曉襲名松本幸四郎（第九代），藤間照薰襲名市川染五郎（第七代）。初代松本白鸚於次年過世。
2018年，藤間昭曉襲名松本白鸚（二代），藤間照薰襲名松本幸四郎（第十代），藤間齋（藤間照薰長子）襲名市川染五郎（第八代）。高麗屋祖孫三代襲名為日本傳統文化界盛事，自2017年起，即獲得日本媒體的關注報導。2018年的東京銀座線1000系特別限定車也命名為「高麗號」以茲紀念。

### 歌舞伎
松本白鸚自幼繼承家族傳統藝術，三歲時（1946年5月）襲名第二代松本金太郎，於東京劇場登臺演出歌舞伎劇目《助六》。1949年，入學就讀常盤松小學，同年襲名市川染五郎（第六代）於歌舞伎座演出〈逆櫓〉。小學三年級時，轉學就讀著重英語教育的曉星學園（為小學、中學、高中一貫制學校），持續至高中畢業。
1981年，松本白鸚襲名第九代松本幸四郎，在16歲演出家傳劇目《勸進帳》中的辨慶一角，2008年10月演出第1000場《勸進帳》，迄2014年出演辨慶超過1,100場次。他拿手的角色還有《假名手本忠臣藏》的大星由良助、《菅原傳授手習鑑》中的松王丸、《三人吉三》的和尚吉三、《一谷嫩軍記 熊谷陣屋》的熊谷次郎直實、《祇園祭禮信仰記》金閣寺的松永大膳、《義經千本櫻·渡海屋大物浦》的新中納言知盛等。

### 音樂劇
松本白鸚十歲開始接觸現代劇，20歲後在經紀公司的建議下開始接觸音樂劇，1970年受邀在紐約百老匯演出音樂劇《夢幻騎士》，是首位在西方單獨挑大樑演出《夢幻騎士》的日本人。自此，除了歌舞伎演員身分，他也同時以音樂劇演員身分活躍於日本與國際舞臺。2012年，松本白鸚演出《夢幻騎士》第1,200場，《夢幻騎士》編劇沃瑟曼的遺孀將《夢幻騎士》東尼獎獎座贈送給松本白鸚，感謝他對《夢幻騎士》一劇的卓越貢獻。他在音樂劇的代表作有《夢幻騎士》、《國王與我》。

### 電視電影
松本白鸚除以歌舞劇和音樂劇為畢生志業，亦活躍於電視、電影領域，不論擔任主演或配角皆稱職出色。在電視劇方面，他主演過NHK大河劇《黃金歲月》、《山河燃燒》；演出日本富士電視臺《奇蹟餐廳》中的侍者千石武，爾後衛視中文臺在臺灣推出此劇獲得成功，也打開松本白鸚在華人世界的知名度。在電影方面，他以出演古裝電影居多。2007年，他在木村拓哉與松隆子共演的電影《HERO》電影版中，出演律師蒲生一臣的角色，父女共同演出蔚為佳話。
2022年，在新海誠的動畫電影《鈴芽之旅》擔任聲演。